# Brassolis
Brassolis é um gênero de borboletas neotropicais da família Nymphalidae.

## Espécies selecionadas
- Brassolis astyra Godart, [1824]
- Brassolis haenschi Stichel, 1902
- Brassolis isthmia Bates, 1864
- Brassolis sophorae (Linnaeus, 1758)